# Circonscription électorale de Castellón
Ne doit pas être confondu avec Circonscription autonomique de Castellón.
La circonscription électorale de Castellón est l'une des cinquante-deux circonscriptions électorales espagnoles utilisées comme divisions électorales pour les élections générales espagnoles.
Elle correspond géographiquement à la province de Castellón.

## Historique
Elle est instaurée en 1977 par la loi pour la réforme politique puis confirmée avec la promulgation de la Constitution espagnole qui précise à l'article 68 alinéa 2 que chaque province constitue une circonscription électorale.

## Congrès des députés

### Synthèse
|                 |       | 1977 | 1979 | 1982 | 1986 | 1989 | 1993 | 1996 | 2000 | 2004 | 2008 | 2011 | 2015 | 2016 | 04/19 | 11/19 | 2023 |
| --------------- | ----- | ---- | ---- | ---- | ---- | ---- | ---- | ---- | ---- | ---- | ---- | ---- | ---- | ---- | ----- | ----- | ---- |
| Indépendant     |       | 1    |      |      |      |      |      |      |      |      |      |      |      |      |       |       |      |
| UCD             |       | 2    | 3    |      |      |      |      |      |      |      |      |      |      |      |       |       |      |
| AP & alliés     |       |      |      | 2    | 2    |      |      |      |      |      |      |      |      |      |       |       |      |
| PSOE            |       | 2    | 2    | 3    | 3    | 3    | 2    | 2    | 2    | 2    | 2    | 2    | 1    | 1    | 2     | 2     | 2    |
| PP              |       |      |      |      |      | 2    | 3    | 3    | 3    | 3    | 3    | 3    | 2    | 2    | 1     | 1     | 2    |
| És el moment    |       |      |      |      |      |      |      |      |      |      |      |      | 1    |      |       |       |      |
| A la valenciana |       |      |      |      |      |      |      |      |      |      |      |      |      | 1    |       |       |      |
| Cs              |       |      |      |      |      |      |      |      |      |      |      |      | 1    | 1    | 1     |       |      |
| UP              |       |      |      |      |      |      |      |      |      |      |      |      |      |      | 1     | 1     |      |
| Vox             |       |      |      |      |      |      |      |      |      |      |      |      |      |      |       | 1     | 1    |
|                 |       |      |      |      |      |      |      |      |      |      |      |      |      |      |       |       |      |
| Total           | Total | 5    | 5    | 5    | 5    | 5    | 5    | 5    | 5    | 5    | 5    | 5    | 5    | 5    | 5     | 5     | 5    |

### 1977
| Parti       | Parti | Députés                                                |
| ----------- | ----- | ------------------------------------------------------ |
| PSOE        |       | Palmira Pla Pechovierto, Vicente Antonio Sotillo Martí |
| UCD         |       | Enrique Monsonís Domingo, Enrique Beltrán Sanz         |
| Indépendant |       | José Miguel Ortí Bordás                                |

### 1979
| Parti | Parti | Députés                                                                                       |
| ----- | ----- | --------------------------------------------------------------------------------------------- |
| UCD   |       | Benjamín Casañ Bernal, Jaime Lamo de Espinosa Michel de Champourcin, Enrique Monsonís Domingo |
| PSOE  |       | Felipe Guillermo Guardiola Selles, Vicente Antonio Sotillo Martí                              |

### 1982
| Parti  | Parti | Députés                                                                                |
| ------ | ----- | -------------------------------------------------------------------------------------- |
| PSOE   |       | Francisco Arnau Navarro, Felipe Guillermo Guardiola Selles, Javier José Tárrega Bernal |
| AP-PDP |       | Enrique Beltrán Sanz, Gabriel Elorriaga Fernández                                      |

- Felipe Guillermo Guardiola Selles est remplacé en avril 1983 par Irma Simón Calvo.

### 1986
| Parti | Parti | Députés                                                               |
| ----- | ----- | --------------------------------------------------------------------- |
| PSOE  |       | Francisco Arnau Navarro, Irma Simón Calvo, Javier José Tárrega Bernal |
| CP    |       | Gabriel Elorriaga Fernández, José María Escuin Monfort                |

### 1989
| Parti | Parti | Députés                                                               |
| ----- | ----- | --------------------------------------------------------------------- |
| PSOE  |       | Francisco Arnau Navarro, Irma Simón Calvo, Javier José Tárrega Bernal |
| PP    |       | Gabriel Elorriaga Fernández, José María Escuin Monfort                |

### 1993
| Parti | Parti | Députés                                                                  |
| ----- | ----- | ------------------------------------------------------------------------ |
| PP    |       | Juan Costa Climent, Gabriel Elorriaga Fernández, María Carmen Pardo Raga |
| PSOE  |       | Francisco Arnau Navarro, Ofelia Soler Nomdedéu                           |

### 1996
| Parti | Parti | Députés                                                            |
| ----- | ----- | ------------------------------------------------------------------ |
| PP    |       | Juan Costa Climent, Juan José Ortiz Pérez, María Carmen Pardo Raga |
| PSOE  |       | Francisco Arnau Navarro, Olga Mulet Torres                         |

- Juan Costa Climent est remplacé en mai 1996 par José Ramón Calpe Saera.

### 2000
| Parti | Parti | Députés                                                               |
| ----- | ----- | --------------------------------------------------------------------- |
| PP    |       | Juan Costa Climent, Juan José Pérez Ortiz, Fernando Villalonga Campos |
| PSOE  |       | Mario Edo Gil, Jordi Sevilla                                          |

- Juan Costa Climent est remplacé en mai 2000 par Miguel Prim Tomás.
- Fernando Villalonga Campos est remplacé en avril 2001 par José Ramón Calpe Saera.

### 2004
| Parti | Parti | Députés                                                                  |
| ----- | ----- | ------------------------------------------------------------------------ |
| PP    |       | Miguel Barrachina, Juan Costa Climent, Fernando Vicente Castelló Boronat |
| PSOE  |       | Antonia García Valls, Jordi Sevilla                                      |

- Juan Costa Climent est remplacé en novembre 2004 par José Ramón Calpe Saera.

### 2008
| Parti | Parti | Députés                                               |
| ----- | ----- | ----------------------------------------------------- |
| PP    |       | Juan Costa, Andrea Fabra Fernández, Miguel Barrachina |
| PSOE  |       | Jordi Sevilla, Antonia García Valls                   |

- Jordi Sevilla (PSOE) est remplacé en septembre 2009 par Susana Ros Martínez.
- Juan Costa (PP) est remplacé en novembre 2010 par Carlos Daniel Murria Climent.

### 2011
| Parti | Parti | Députés                                                                        |
| ----- | ----- | ------------------------------------------------------------------------------ |
| PP    |       | Manuel Cervera Taulet, Andrea Fabra Fernández, María Ascensión Figueres Górriz |
| PSOE  |       | Ximo Puig, Susana Ros Martínez                                                 |

- Manuel Cervera est remplacé en septembre 2013 par Manuel Ibáñez Gimeno.
- Ximo Puig est remplacé en juin 2015 par Josep Lluís Grau Vallès.

### 2015
| Parti        | Parti | Députés                                |
| ------------ | ----- | -------------------------------------- |
| PP           |       | Miguel Barrachina, Óscar Clavell López |
| És el moment |       | Marta Sorlí Fresquet                   |
| PSOE         |       | Artemi Rallo                           |
| Cs           |       | Domingo Lorenzo Rodríguez              |

### 2016
| Parti           | Parti | Députés                                |
| --------------- | ----- | -------------------------------------- |
| PP              |       | Miguel Barrachina, Óscar Clavell López |
| A la valenciana |       | Marta Sorlí Fresquet                   |
| PSOE            |       | Artemi Rallo                           |
| Cs              |       | Domingo Lorenzo Rodríguez              |

- Domingo Lorenzo Rodríguez est remplacé en octobre 2016 par María Sandra Juliá Juliá.

### Avril 2019
| Parti | Parti | Députés                                    |
| ----- | ----- | ------------------------------------------ |
| PSOE  |       | Susana Ros Martínez, Germán Renau Martínez |
| PP    |       | Óscar Clavell López                        |
| Cs    |       | María Sandra Juliá Juliá                   |
| UP    |       | Marisa Saavedra Muñoz                      |

### Novembre 2019
| Parti | Parti | Députés                                    |
| ----- | ----- | ------------------------------------------ |
| PSOE  |       | Susana Ros Martínez, Germán Renau Martínez |
| PP    |       | Óscar Clavell López                        |
| Vox   |       | Alberto Teófilo Asarta Cuevas              |
| UP    |       | Marisa Saavedra Muñoz                      |

### 2023
| Parti | Parti | Députés                            |
| ----- | ----- | ---------------------------------- |
| PP    |       | Alberto Fabra, Óscar Clavell López |
| PSOE  |       | Susana Ros Martínez, Artemi Rallo  |
| Vox   |       | Alberto Teófilo Asarta Cuevas      |

## Sénat

### Synthèse
|             |       | 1977 | 1979 | 1982 | 1986 | 1989 | 1993 | 1996 | 2000 | 2004 | 2008 | 2011 | 2015 | 2016 | 04/19 | 11/19 | 2023 |
| ----------- | ----- | ---- | ---- | ---- | ---- | ---- | ---- | ---- | ---- | ---- | ---- | ---- | ---- | ---- | ----- | ----- | ---- |
| UCD         |       | 1    | 3    |      |      |      |      |      |      |      |      |      |      |      |       |       |      |
| AP & alliés |       |      |      | 1    | 1    |      |      |      |      |      |      |      |      |      |       |       |      |
| PSOE        |       | 3    | 1    | 3    | 3    | 3    | 1    | 1    | 1    | 1    | 1    | 1    | 1    |      | 3     | 2     | 1    |
| PP          |       |      |      |      |      | 1    | 3    | 3    | 3    | 3    | 3    | 3    | 3    | 3    | 1     | 2     | 3    |
| Compromís   |       |      |      |      |      |      |      |      |      |      |      |      |      | 1    |       |       |      |
|             |       |      |      |      |      |      |      |      |      |      |      |      |      |      |       |       |      |
| Total       | Total | 4    | 4    | 4    | 4    | 4    | 4    | 4    | 4    | 4    | 4    | 4    | 4    | 4    | 4     | 4     | 4    |

### 1977
| Parti | Parti | Sénateurs                                                               |
| ----- | ----- | ----------------------------------------------------------------------- |
| PSOE  |       | Ernesto Fenollosa Alcaide, Fernando Flors Goterris, Enrique Marco Soler |
| UCD   |       | Joaquín Farnós Gauchía                                                  |

### 1979
| Parti | Parti | Sénateurs                                                                          |
| ----- | ----- | ---------------------------------------------------------------------------------- |
| UCD   |       | Manuel Cerdá Ferrer, José Antonio González Monterroso, Juan Bautista Ríos Martínez |
| PSOE  |       | Ernesto Fenollosa Alcaide                                                          |

### 1982
| Parti  | Parti | Sénateurs                                                              |
| ------ | ----- | ---------------------------------------------------------------------- |
| PSOE   |       | Luis Alcalá Gómez, Juan Esteller Grañana, José Antonio Iborra Cilleros |
| AP-PDP |       | José María Escuin Monfort                                              |

### 1986
| Parti | Parti | Sénateurs                                                       |
| ----- | ----- | --------------------------------------------------------------- |
| PSOE  |       | Luis Alcalá Gómez, Miguel López Muñoz, Josefina López Sanmartín |
| CP    |       | José Vicente Aguilar Borrás                                     |

- Luis Alcalá Gómez, mort en fonctions le 25 juillet 1989, est remplacé par Pablo Gardey Peiro.
- Josefina López Sanmartín, mort en fonctions le 6 janvier 1989, est remplacée par Benjamín Salvador Nebot.

### 1989
| Parti | Parti | Sénateurs                                                          |
| ----- | ----- | ------------------------------------------------------------------ |
| PSOE  |       | Miguel López Muñoz, Benjamín Salvador Nebot, Ofelia Soler Nomdedéu |
| PP    |       | Juan José Ortiz Pérez                                              |

### 1993
| Parti | Parti | Sénateurs                                                           |
| ----- | ----- | ------------------------------------------------------------------- |
| PP    |       | José María Escuin Monfort, Juan José Ortiz Pérez, Miguel Prim Tomás |
| PSOE  |       | Miguel Bellido Ribés                                                |

### 1996
| Parti | Parti | Sénateurs                                                                 |
| ----- | ----- | ------------------------------------------------------------------------- |
| PP    |       | Gabriel Elorriaga Fernández, José María Escuin Monfort, Miguel Prim Tomás |
| PSOE  |       | José Antonio Beltrán Miralles                                             |

### 2000
| Parti | Parti | Sénateurs                                                                       |
| ----- | ----- | ------------------------------------------------------------------------------- |
| PP    |       | Gabriel Elorriaga Fernández, José María Escuin Monfort, María Carmen Pardo Raga |
| PSOE  |       | Francisco Arnau Navarro                                                         |

- José María Escuin Monfort, mort en fonctions le 16 octobre 2000, est remplacé par Carlos Daniel Murria Climent.

### 2004
| Parti | Parti | Sénateurs                                                                        |
| ----- | ----- | -------------------------------------------------------------------------------- |
| PP    |       | Gabriel Elorriaga Fernández, Carlos Daniel Murria Climent, Juan José Ortiz Pérez |
| PSOE  |       | Juan Bautista Cardona Prades                                                     |

### 2008
| Parti | Parti | Sénateurs                                                  |
| ----- | ----- | ---------------------------------------------------------- |
| PP    |       | Manuel Altava, Juan José Ortiz Pérez, Araceli Peris Jarque |
| PSOE  |       | Juan Bautista Cardona Prades                               |

### 2011
| Parti | Parti | Sénateurs                                                 |
| ----- | ----- | --------------------------------------------------------- |
| PP    |       | Manuel Altava, Vicente Aparici Moya, Araceli Peris Jarque |
| PSOE  |       | Enrique Navarro Andreu                                    |

### 2015
| Parti | Parti | Sénateurs                                           |
| ----- | ----- | --------------------------------------------------- |
| PP    |       | Salomé Pradas Ten, Manuel Altava, Merche Mallol Gil |
| PSOE  |       | Josep Lluís Grau Vallès                             |

### 2016
| Parti     | Parti | Sénateurs                                           |
| --------- | ----- | --------------------------------------------------- |
| PP        |       | Salomé Pradas Ten, Manuel Altava, Merche Mallol Gil |
| Compromís |       | Jordi Navarrete Pla                                 |

### Avril 2019
| Parti | Parti | Sénateurs                                                |
| ----- | ----- | -------------------------------------------------------- |
| PSOE  |       | Artemi Rallo, Ana Belén Edo Gil, Josep Lluís Grau Vallés |
| PP    |       | Salomé Pradas Ten                                        |

### Novembre 2019
| Parti | Parti | Sénateurs                               |
| ----- | ----- | --------------------------------------- |
| PSOE  |       | Artemi Rallo, Ana Belén Edo Gil         |
| PP    |       | Salomé Pradas Ten, Vicente Martínez Mus |

### 2023
| Parti | Parti | Sénateurs                                                         |
| ----- | ----- | ----------------------------------------------------------------- |
| PP    |       | Vicente Martínez Mus, Susana Marqués Escoín, Vicente Tejedo Tormo |
| PSOE  |       | Amparo Marco Gual                                                 |

- Vicente Martínez (PP) est remplacé le 6 septembre 2023 par Carmen Ballester Feliu.
- Vicente Tejedo (PP) est remplacé le 24 juillet 2024 par Jaume Llorens Monzonís.